# Úmluva o omezení případů bezdomovectví
Úmluva o omezení případů bezdomovectví (anglicky Convention on the Reduction of Statelessness) byla přijata na konferenci Organizace spojených národů (OSN) o budoucím vyloučení nebo omezení počtu osob bez státní příslušnosti v srpnu roku 1961. Cílem této úmluvy je, aby se počet osob bez státní příslušnosti snižoval tím, že smluvní státy budou udělovat své státní občanství také osobám, které se narodí na jejich území a staly by se jinak bezdomovci (apatridy). Úmluva stanovuje pravidla udělování či nezbavování státního občanství pouze pro situace, kdy by dotčená osoba zcela pozbyla jakéhokoli státního občanství.
Stranou Úmluvy je 63 států a 5 států Úmluvu sice podepsalo, ale neratifikovalo. Úmluva vešla v platnost 13. prosince 1975.
Česká republika se připojila k Úmluvě dne 26. září 2001, kdy byla podepsána prezidentem České republiky, a vstoupila v platnost dne 19. března 2002.

## UNHCR
Podle této úmluvy se řídí organizace UNHCR (United Nations High Commissioner for Refugees – Úřad Vysokého komisaře OSN pro uprchlíky). Tato úmluva je klíčovým dokumentem sloužící k ochraně osob bez státní příslušnosti. UNHCR vypracovala také další dokumenty, které se vztahují k této úmluvě, protože počet osob bez státní příslušnosti stále eskaluje a jedná se o desítky miliony lidí. Úmluva o omezení případů bezdomovectví navazuje na Úmluvu o právním postavení uprchlíků (1951) a Úmluvu o právním postavení osob bez státní příslušnosti (1954).

## Pojmy

### Uprchlík
Uprchlík je osoba, která za mimořádných okolností (válečný konflikt, přírodní katastrofa atp.) opustila území svého státu a nemůže, nebo se nechce vrátit zpět, protože má oprávněné obavy o svůj život a zdravotní stav.

### Bezdomovec
V kontextu mezinárodního práva je bezdomovec (také označován jako apatrida či apolita) chápán jako osoba, která není státním příslušníkem žádného státu. Tento význam slova bezdomovec (anglicky stateless person) je třeba odlišovat od bezdomovce ve smyslu osoby bez obydlí (anglicky homeless person). Osoba bez státní příslušnosti nemůže používat diplomatické ochrany žádného domovského státu.

## Obsah úmluvy
Úmluva se nezabývá pouze otázkami státní příslušnosti spadající do jurisdikce určitého státu, ale navrhuje také řešení problémů v oblasti státní příslušnosti mezi různými zeměmi. Úmluva z roku 1961 nevyžaduje po státech, aby udělovaly občanství všem dětem narozeným na jejich území (ius soli) nebo všem dětem narozeným jejich občanům (ius sanguinis). Pro získávání státního občanství při narození uznává oprávněnost kritéria místa narození i původu. Úmluva proto obsahuje záruky, aby použitím jakékoli z doktrín nevznikl stav bez státní příslušnosti. Principy uvedené v Úmluvě tak posloužily jako efektivní rámec pro řešení sporů v oblasti státní příslušnosti. Podle mezinárodního práva by se měl každý stát snažit o vymýcení bezdomovectví a zajistit každé lidské bytosti její občanství dle Všeobecné deklarace lidských práv, kde je psáno, že každý má právo na státní příslušnost. Všeobecná deklarace lidských práv ale nestanovuje, na jaké občanství má osoba nárok a v důsledku toho, že tato pravidla chybí, by se osoba mohla ocitnout v nepříznivé sociální situaci z důvodu bezdomovectví. Vyšší počet signatářských států rovněž napomůže zlepšování mezinárodních vztahů a stability prostřednictvím konsolidace systému společných pravidel.

### Co žádá Úmluva o omezení případů bezdomovectví od členských států
Tyto čtyři hlavní zásady pomáhají předcházet případům bezdomovectví nebo je v co nejvyšší míře omezovat:
- Opatření k zamezení vzniku bezdomovectví u dětí (článek 1-4).
- Opatření pro zamezení vzniku absence státní příslušnosti vinou ztráty nebo zřeknutí se občanství (článek 5-7).
- Opatření pro zamezení vzniku bezdomovectví v důsledku zbavení občanství (článek 8-9).
- Opatření pro zamezení vzniku bezdomovectví v kontextu nástupnictví států (článek 10).[2]

Úmluva obsahuje 21 článků, které mimo jiné stanoví následující pravidla:
- Stát, který přijal Úmluvu musí zajistit nabytí občanství na jeho území osobě, která by jinak byla bez státní příslušnosti. Občanství získá při narození nebo na žádost.[9]
- Pokud někdo nalezne dítě na území smluvního státu, které bylo narozené ve státě, ve kterém se nachází a rodiče netvrdí opak, získává automaticky občanství členského státu.[10]
- Smluvní stát je také povinen udělit občanství nenarozenému dítěti, pokud jeden z jeho rodičů byl v době jeho narození občanem státu.[11]
- V Úmluvě se můžeme dočíst o problematice změny osobního statusu osoby, jako je zánik manželství, uznání rodičovství, osvojení, manželství a s tím situace, jak pozbýt a znovu občanství získat.[12]
- Pokud právo smluvního státu stanoví, že toto občanství pozbývá manžel, nebo děti osoby v důsledku toho, že tato osoba tohoto občanství pozbyla nebo ho byla zbavena, bude toto pozbytí podmíněno existencí či nabytím jiného občanství.[13]
- Pokud umožňuje právo smluvního státu se občanství vzdát, nepovede toto vzdání se ke ztrátě občanství, pokud osoba nemá, nebo nezíská jiné občanství. Stejně je tomu tak v případě, kdy občan usiluje o získání občanství v cizí zemi (dokud nezískal kýžené občanství, stále má občanství země, které se chce vzdát).[14]
- Smluvní stát nezbaví osobu jejího občanství, pokud by se v důsledku toho stala osobou bez státní příslušnosti. Může se ale tak stát, pokud byla porušena některá z podmínek, například, že by občanství bylo získáno neplatně a nelegálně, osoba by se chovala nevhodným a poškozujícím způsobem, křivě by přísahala, atd.[15]
- Žádný ze smluvních států nesmí zbavit občanství osobu nebo skupinu z důvodu jiné rasy, etnika, náboženství nebo politických důvodů.[16]
- Smluvní strana musí zajistit, aby nedošlo ke ztrátě občanství z důvodu převodu území na jiný stát.[17]
- Členské státy Úmluvy podpoří po šesté ratifikaci vytvoření orgánu, kterého by osoba mohla požádat o prošetření svého nároku na občanství či jiných záležitostí, které se vztahují k Úmluvě.[18]

## Smysl přijetí Úmluvy o omezení případů bezdomovectví
Podle osobního apelu Vysokého komisaře OSN pro uprchlíky:
Přistoupení k Úmluvě je způsobem, jak státy mohou prokázat svůj závazek v oblasti lidských práva humanitárních norem, a to včetně práva na státní občanství, umožňuje státům řešit nedostatky vyplývající z různých přístupů k přiznávání občanství na celém světě prostřednictvím uznání společných záruk bránících vzniku bezdomovectví, aniž by tak bylo dotčeno právo suverénních států regulovat udělování občanství, podporuje transparentnost práva a předvídatelnost reakce států na hrozbu bezdomovectví prostřednictvím zavádění společných záruk, poskytuje státům nástroje k zamezení vzniku sporů v oblasti občanství a k jejich řešení, čímž zlepšuje mezinárodní vztahy a stabilitu, brání vysidlování tím, že podporuje využívání práva na státní občanství, rozšiřuje národní bezpečnost a stabilitu tím, že brání vyloučení a marginalizaci osob bez státní příslušnosti, podporuje vznik občanských práv a plnou účast jednotlivců na životě společnosti a pomáhá UNHCR mobilizovat mezinárodní podporu pro prevenci a omezování bezdomovectví.